# Abell 2029
Abell 2029 – olbrzymia gromada galaktyk znajdująca się na pograniczu gwiazdozbiorów Węża i Panny, w odległości około miliarda lat świetlnych od Ziemi.
Gromada Abell 2029 składa się z tysięcy galaktyk otoczonych ogromnym obłokiem gorącego gazu oraz ciemnej materii o masie porównywalnej z masą 100 bilionów mas Słońca. W jej centrum znajduje się olbrzymia galaktyka eliptyczna IC 1101, która prawdopodobnie powstała w wyniku połączenia wielu mniejszych galaktyk. Dane obserwacyjne w zakresie promieniowania rentgenowskiego uzyskane za pomocą teleskopu Chandra wskazują, że gęstość ciemnej materii w sposób liniowy wzrasta w kierunku centrum gromady Abell 2029.